# 困惑度
信息论中，困惑度度量概率分布或概率模型的预测结果与样本的契合程度，困惑度越低则契合越准确。该度量可以用于比较不同模型之优劣。

## 概率分布的困惑度
离散概率分布 p 的困惑度由下式给出
{\displaystyle 2^{H(p)}=2^{-\sum _{x}p(x)\log _{2}p(x)}}
其中 H(p) 是该分布的熵，x 遍历事件空间。
随机变量 X 的复杂度由其所有可能的取值 x 定义。